# Вітовиці (Куявсько-Поморське воєводство)
Вітовиці (пол. Witowice, нім. Weitendorf) — село в Польщі, у гміні Крушвиця Іновроцлавського повіту Куявсько-Поморського воєводства.
У 1975-1998 роках село належало до Бидгощського воєводства.